# La Foire aux illusions (film, 1945)
Pour les articles homonymes, voir La Foire aux illusions.
Pour plus de détails, voir Fiche technique et Distribution.
La Foire aux illusions (State Fair) est un film musical américain en Technicolor de Walter Lang, sorti en 1945.
Il s'agit de l'adaptation du roman de Philip Duffield Stong écrit en 1932. Une première version a été tournée en 1933. Un remake sortira en 1962.

## Synopsis
Dans une ferme de campagne, la famille Frake se prépare à se rendre à la grande foire de l’État de l'Iowa. Chaque membre se réjouit à l'idée de passer du bon temps.
Margy, la fille, écoute sans enthousiasme son fiancé lui raconter ses rêves de posséder une ferme moderne ; le fils, Wayne, reçoit un coup de fil de sa petite amie lui disant qu'elle ne pourra pas l'accompagner à la foire car sa mère est malade. La famille se met en route pour la foire...

## Fiche technique
- Titre original : State Fair
- Titre français:  La Foire aux illusions
- Réalisateur : Walter Lang
- Scénario : Paul Green, Oscar Hammerstein II, Sonya Levien d'après un roman de Philip Stong (en) (1932)
- Photographie : Leon Shamroy
- Montage : J. Watson Webb Jr.
- Musique : Cyril J. Mockridge, Alfred Newman, Edward B. Powell et Gene Rose (non crédités)
- Direction musicale : Charles Henderson et Alfred Newman
- Chorégraphe : Hermes Pan
- Direction artistique : Lewis H. Creber et Lyle R. Wheeler
- Décorateur de plateau : Thomas Little et Al Orenbach
- Costumes : René Hubert et Sam Benson (non crédité)
- Production : William Perlberg
- Société de production et de distribution : Twentieth Century Fox
- Pays d'origine : États-Unis
- Format : Couleurs (Technicolor)  - 35 mm - 1,37:1 - Son : Mono (Western Electric Mirrophonic Recording)
- Durée : 100 minutes
- Genre : Film musical
- Dates de sortie : 
  -  États-Unis : 29 août 1945 (première)
  -  États-Unis : 30 août 1945 (sortie nationale)
  -  France : 9 juillet 1948

## Distribution
- Jeanne Crain : Margy Frake
- Dana Andrews : Pat Gilbert
- Dick Haymes : Wayne Frake
- Vivian Blaine : Emily Edwards
- Charles Winninger : Abel Frake
- Fay Bainter : Melissa "Ma" Frake
- Donald Meek : M. Hippenstahl
- Frank McHugh : McGee
- Percy Kilbride : Dave Miller
- Harry Morgan : Barker
- Jane Nigh : Eleanor
- William Marshall : Tommy Thomas
- Phil Brown : Harry Ware
- Almira Sessions : la femme du fermier
- Josephine Whittell : Mme Metcalf

## Galerie

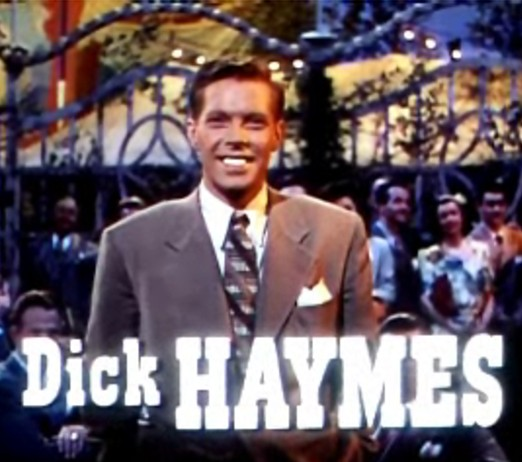
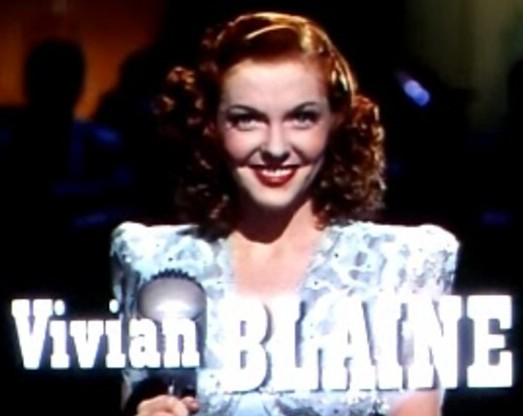
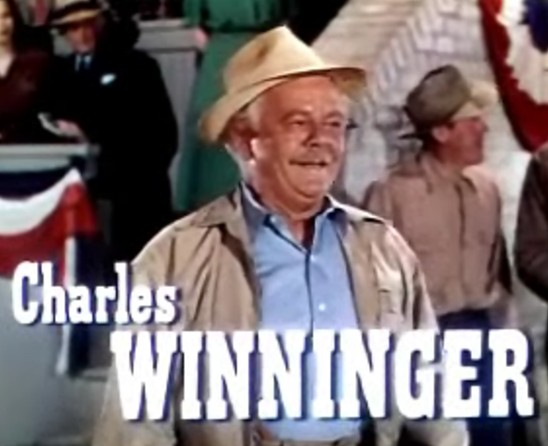
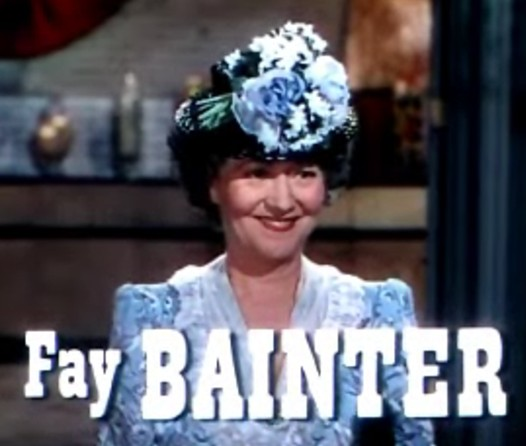